# Kozmice (Boêmia Central)
Kozmice é uma comuna checa localizada na região da Boêmia Central, distrito de Benešov.